# Gimme More
»Gimme More« je pesem ameriške glasbenice Britney Spears z njenega petega glasbenega albuma, Blackout. Kot glavni singl z albuma je preko založbe Jive Records izšel 27. septembra 2007. Pesem je napisal in produciral Danja, posneli pa so jo med drugo nosečnostjo Britney Spears. Pesem se prične z izgovorjenimi besedami, ki se glasijo: »To je Britney, prasica!« (»It's Britney, bitch!«). Čeprav se na začetku zdi, da kontroverzno besedilo pesmi govori o plesu in seksu, je Britney Spears kasneje razkrila, da singl govori o zanimanju javnosti za njeno zasebno življenje. Glasbeno je pesem »Gimme More« dance-pop pesem hitrega tempa z elementi elektronske in funk glasbe.
Pesem »Gimme More« je prejela mešane ocene s strani glasbenih kritikov, ki so pohvalili glasbo, vendar so kritizirali njene vokale. Pesem je zasedla tretje mesto na glasbeni lestvici Billboard Hot 100, s čimer je postala njena peta uspešnica, ki se je uvrstila med prvih deset pesmi na tej lestvici in njen takrat drugi najvišje uvrščeni singl na tej lestvici. Zasedla je tudi vrh kanadske glasbene lestvice ter dosegla še eno izmed prvih petih pesmi na lestvicah v štirinajstih drugih državah. Videospot za pesem se je premierno predvajal 5. oktobra 2007. V videospotu je Britney Spears zaigrala striptizeto in bil je njen prvi videospot, ki ni vključeval veliko koreografije. Prejel je mešane do negativne ocene s strani kritikov, ki so kritizirali tako ples ob drogu Britney Spears kot pomanjkanje zgodbe. 18. julija 2011 so izdali alternativno verzijo videospota. Veliko glasbenikov, kot sta Sia in Marié Digby, je posnelo lastno različico pesmi »Gimme More«.
Britney Spears je pesem »Gimme More« izvedla na podelitvi nagrad MTV Video Music Awards leta 2007, oblečena v tesno oprijeto črno obleko. Njen nastop so glasbeni kritiki zelo kritizirali, ki so večkrat komentirali njeno petje, ples in garderobo. Chris Crocker je v odziv na kritike objavil videospot z naslovom »Pustite Britney pri miru!« (»Leave Britney Alone!«), s katerim je postal internetna slavna osebnost in ga omenjali v parodijah, na televiziji in v filmih. Začetek pesmi, izgovorjeni del, »To je Britney, prasica!« (»It's Britney, bitch!«), je postal zelo popularna fraza v pop kulturi. Madonna je frazo uporabila med nastopom s pesmijo »Human Nature« na turneji Sticky & Sweet Tour (2008 - 2009). Britney Spears je pesem »Gimme More« izvedla tudi na turneji Femme Fatale Tour (2011).

## Ozadje
Pesem »Gimme More« so napisali James Washington, Marcella »Ms. Lago« Araica, Nate »Danja« Hills in Keri Hilson, produciral pa jo je Danja. Potem, ko je Keri Hilson sestavila glasbo, je pričela peti »daj mi, daj mi« (»give me, give me«; kasneje spremenjeno v »gimme gimme«), kar je kasneje postalo refren pesmi. Britney Spears je pesem pričela snemati avgusta 2006 v Las Vegasu, Nevada, medtem ko je bila v sedmem mesecu nosečnosti s svojim drugim sinom, Jaydenom Jamesom. Nato so nadaljevali s snemanjem v njeni hiši v Los Angelesu, Kalifornija, tri mesece po tem, ko je rodila. Danja je razložil, da je pesem »Gimme More« govorila o »dobrem počutju in proslavljanju ženskosti«. Remix zanjo je posnela Ms. Lago v snemalnem studiju Chalice v Los Angelesu, Kalifornija. Spremljevalne vokale sta zapela Keri Hilson in Jim Beanz. Pesem »Gimme More« je kot glavni singl z albuma izšla na newyorški radijski postaji Z100.

## Sestava
Pesem »Gimme More« je dance-pop pesem hitrega tempa z elementi elektronske in funk glasbe. Po podatkih spletne strani Musicnotes.com, ki je v lasti podjetja Hal Leonard Corporation, je pesem napisana v f-molu, vokali Britney Spears pa se raztezajo od F#3 do G#5. Melodijo sestavljajo »nizke elektronske kitice« ter ritem, ki ga je Bill Lamb s spletne strani About.com opisal kot »podobnega ritmu disko pesmi«. Nick Levine iz revije Digital Spy je vokale Britney Spears primerjal s tistimi iz singla »I'm a Slave 4 U« (2001). Bill Lamb je vokale opisal kot »javkajoče vokale z globokim dihanjem, ki poslušalca dražijo«, pesem samo pa je primerjal s pesmijo »Love to Love You Baby« (1975) Donne Summer.
Pesem »Gimme More« sestavlja pogosta raba refrena. Prične se z nekaj izgovornjenimi besedami, v katerih Britney Spears reče: »To je Britney, prasica!« (»It's Britney, bitch!«). Čeprav se na začetku zdi, da kontroverzno besedilo pesmi govori o plesu in seksu, je Britney Spears kasneje razkrila, da singl govori o zanimanju javnosti za njeno zasebno življenje, kar opiše s kiticami: »Fotoaparati se bleščijo med našim umazanim plesom / Še naprej nas gledajo, nas gledajo« (»Cameras are flashin' while we're dirty dancin' / They keep watchin', keep watchin'«). V pesmi se v ozadju večkrat ponavljajo besede »daj mi, daj mi« (»gimme gimme«), nato pa še beseda »več« (»more«). Malo po začetku pesmi tudi Danja izgovori naslednje besede: »Stavim, da tega niste predvideli / Incredible Lago, legendarna gdč. Britney Spears / in neustavljivi Danja« (»Bet you didn't see this one coming / The Incredible Lago, the legendary Ms. Britney Spears / and the unstoppable Danja«).

## Sprejem kritikov
Pesem »Gimme More« je prejela mešane ocene s strani glasbenih kritikov. Dennis Lim iz revije Blender je pesem označil za vrhunec albuma, ki ga je opisal kot »hipnotizirano pop pesem za ples ob drogu«. Alexis Petridis iz revije The Guardian je pesem označila za »futuristično in vznemerljivo«. Nick Levine iz revije Digital Spy je napisal, da »na nek način ob izogibanju svojemu zasebnemu kaosu lahko ustvari odlično pop pesem. [Danja] je k pesmi prispeva oster ritem in okusno uporabo bas kitare za privlačen ples v klubu«. Med ocenjevanjem kompilacije The Singles Collection je Evan Sawdey iz revije PopMatters je pesem »Gimme More« označil za »njeno najboljšo dance pesmi od singla 'Toxic'«. Kelefa Sanneh iz revije The New York Times je napisala, da je ta pesem vplivala na vzdušje vseh drugih pesmi na albumu Blackout, k čemur je dodal še, da so »elektronski ritem in bas kitara enkratni, glas Britney Spears pa je tako drobcen [...] prikaže nam samo še eno izmed svojih verzij klubskih pesmi«. Novinar revije New Musical Express je vokale Britney Spears primerjal s »krikom na pomoč zaradi zasvojenosti s seksom«.
Bill Lamb s spletne strani About.com je pesmi dodelil tri zvezdice in pol in komentiral: »Zdi se, da je Britneyjin stil petja, ki smo ga pred osmimi leti slišali na pesmi '...Baby One More Time' še vedno tu, in kitica: 'To je Britney, prasica' ('It's Britney, bitch'), s katero oznani, da se je pesem pričela, je ena izmed zanjo najbolj značilnih ognjenih fraz. Že zaradi uvoda samega si pesem zasluži pol zvezdice več.« Roger Friedman iz Fox News je uvod pesmi označil za »zabavnega in domišljavega«. Eric R. Danton iz revije The Hartford Courant je napisal: »Komedija se prične takoj, ko zaigra vlogo tvojega pijanega prijatelja, ki te kliče ob treh zjutraj in ti reče: 'To je Britney, prasica' ('It's Britney, bitch').« Mike Schiller iz revije PopMatters je pesem označil za »resnično nekaj vredno ... kar je na nek način smešno« in dodal, da je »dodani zlog 'več' ('more') v refrenu edini dodatek, ki je genetsko narejen za disko.« Nek drug novinar revije PopJustice je pesem »Gimme More« označil za deseto najboljšo pesem leta 2007. Novinar revije The StarPhoenix je pesem imenoval za drugo najbolj nalezljivo pesem leta. Kakorkoli že, novinar revije Maxim je pesem označil za najslabšo pesem leta.

## Dosežki na lestvicah
22. septembra 2007 je pesem »Gimme More« debitirala na petinosemdesetem mestu lestvice Billboard Hot 100. 13. oktobra 2009 je na lestvici zasedla tretje mesto. Istega tedna je zasedla prvo mesto na lestvici Billboard Hot Digital Songs za 179.000 digitalno prodanih izvodov. Pesem je postala njen peti singl, ki se je uvrstil med prvih deset pesmi na tej lestvici ter najuspešnejši singl od pesmi »...Baby One More Time«. Singl je nazadnje prejel platinasto certifikacijo s strani organizacije Recording Industry Association of America (RIAA) za 1.000.000 prodanih kopij. 15. decembra 2007 je pesem zasedla prvo mesto na lestvici Billboard Hot Dance Club Songs. Pesem »Gimme More« je do danes prodala 1,6 milijonov digitalnih izvodov v Združenih državah Amerike. Na kanadski glasbeni lestvici je pesem 22. septembra 2007 debitirala na triinpetdesetem mestu. 13. oktobra 2007 je zasedla prvo mesto na lestvici, s čimer je postala takratna »največja uspešnica« v državi. Nazadnje je pesem prejela dvakratno platinasto certifikacijo s strani organizacije Canadian Recording Industry Association (CRIA) za 80.000 prodanih izvodov.
Na avstralski lestvici je pesem 15. oktobra 2007 debitirala na tretjem mestu. Nazadnje je prejela zlato certifikacijo s strani organizacije Australian Recording Industry Association (ARIA) za 35.000 prodanih izvodov. Na novozelandski glasbeni lestvici je pesem 1. oktobra tistega leta debitirala na štiriindvajsetem mestu. Že naslednji teden je zasedla petnajsto mesto na lestvici. Pesem »Gimme More« je bila uspešna tudi v Evropi, kjer je na lestvici zasedla drugo mesto. 22. oktobra 2007 je pesem debitirala na tretjem mestu britanski glasbeni lestvici. Po podatkih organizacije The Official Charts Company je pesem »Gimme More« v državi prodala 210.000 kopij izvodov. Pesem je zasedla tudi eno izmed prvih petih pesmi na glasbenih lestvicah v Belgiji, na Češkem, Danskem, Irskem, Norveškem in Švedskem ter zasedla eno izmed prvih desetih pesmi na avstrijski ter finski lestvici. Pesem »Gimme More« je po svetu prodala skoraj tri milijone kopij izvodov.

## Videospot
Videospot za pesem »Gimme More« so julija 2007 snemali dva dneva v Los Angelesu, Kalifornija. Režiral ga je  Jake Sarfaty, ki ga je izbrala Britney Spears osebno. Po podatkih revije People si je zgodbo izmislila Britney Spears. Med snemanjem videospota so Britney Spears opazili v kratki črni obleki, črnih škornjih in črnem klobuku. 13. septembra 2009 je novinar revije The New York Times napisal, da je videospot »napolnjen s prispevki njenih svetovalcev«, saj bi »pogumen striptizetarski videospot [...] lahko pretresel oboževalce, ki so bolj navajeni na videospote z natančno koreografijo, predvajane na MTV-ju.« Videospot se je premierno predvajal na iTunesu 5. oktobra 2007, kasneje, 8. oktobra tistega leta, pa še v oddaji Total Request Live.
Videospot se prične s svetlolaso Britney Spears, ki sedi in se smeji v baru z dvema svojima prijateljicama, vendar preneha in pogleda na majhen oder pred njimi. Na odru se pojavi rjavolasa Britney Spears, oblečena usnjen brezrokavnik, ujemajoča se pas in hlače ter nogavice, na njenem bicepsu pa se opazi tatu. Ob drogu prične izvajati erotični ples, zraven nje pa se je pojavilo ogledalo. Čez celoten videospot še naprej pleše, njeni lasje pa se odsevajo v ogledalu, okoli nje pa s posebnimi efekti okoli nje prikažejo mnoge luči, kamera pa se osredotoči na ritem pesmi. Sistem luči v videospotu se je spreminjal, iz črnega v belo, iz modrega v rožnato in tako naprej. Nekje sredi videospota se ji pridružita še dva alter ega njenih prijateljic, ki skupaj z njo plešeta ob drogu.
Videospot pesmi »Gimme More« je prejel mešane ocene s strani glasbenih kritikov. Michael Slezak iz revije Entertainment Weekly je napisal: »Sporočilo videospota je, da če se celoten videospot vrti okoli droga za striptiz, iz tega ne pride nič dobrega. Čeprav stvar prikažejo kot vročo. [...] V primeru videospota za pesem 'Gimme More' pa ... no, med popoldnevom ribarjenja sem videl bolj privlačen drog.« Andrei Harmsworth iz revije Metro je komentiral: »V njeno dobro nas videospot nekoliko manj razočara kot njen nastop na podelitvi nagrad Video Music Awards prejšnji mesec, vendar je vključeval enako zamazanost in enake napake.« Novinar revije Dose je napisal, da je videospot »ni tako grozen, kot si predstavljate« ter dodal: »Britney Spears je zaigrala lucidno, na trenutke celo srečno in nagrad vredno osebo, vendar zaradi urejanja ni izpadla kot kompetentna oseba«. Med ocenjevanjem alternativne verzije videospota, izdane julija 2011, je Becky Bain s spletne strani Idolator napisal: »Zadnjih nekaj videospotov Britney Spears - precej zabaven, a na trenutke neumen videospot za pesem 'I Wanna Go' - vključujejo več ličil kot videospot pop zvedznice za pesem 'Gimme More' [...] Zgodba o striptizeti je precej revna, zamenjali so samo tri slabe obleke, koreografija je bila podobna kakšnemu vicu, pa tudi urejanje je bilo slabo.«
18. julija 2011 so na internet naložili alternativno verzijo videospota, ki je vključevala Britney Spears, oblečeno v črno obleko, med pohajkovanjem po ulici in med ležanjem na postelji v obliki zebre skupaj s svojo mačko. Prizore Britney Spears kot blondinke so izrezali. Becky Bain s spletne strani Idolator je napisala: »Tako izbrisani kot dodani deli niso spremenili ničesar. Videospot tudi po dodatnem urejanju ni nič drugačen.«

## Nastopi v živo
Britney Spears je s pesmijo »Gimme More« prvič nastopila na podelitvi nagrad MTV Video Music Awards leta 2007 v gledališču Pearl v holetu in kazinoju Palms v Las Vegasu, Nevada 9. septembra tistega leta. Govorili so, da bodo nastop sestavljale tudi čarobne točke s čarovnikom Crissom Angelom, vendar se organizatorji podelitve nagrad s tem nazadnje niso strinjali. Nastop se je pričel z obrazom Britney Spears, ki je zapela del pesmi »Trouble« (1958) Elvisa Presleyja. Potem, ko se je pesem pričela, je Britney Spears razkrila črn bikini in črne škornje, ki so segali do kolen, kar je nosila. V preostalem delu nastopa je plesala po odru skupaj s spremljevalnimi plesalci, tudi oblečenimi v črno. Mnogi plesalci so plesali ob drogu na manjših odrih med občinstvom. Britney Spears ni pela v živo, kar se je na trenutke, ko je prenehala premikati ustnice, precej opazilo. Novinar revije The Boston Globe je poročal, da je po nastopu nekontrolirano jokala v zaodrju. Mnogi glasbeni kritiki so nastop izredno kritizirali. Jeff Leeds iz revije The New York Times je napisal, da »nihče ni pričakoval nedeljskega nočnega poloma in gdč. Spears je zaradi zgrešenih korakov in le delno oblikovanih besed postala ena izmed najbolj groznih nastopajočih ljudi na tej podelitvi nagrad.« Vinay Menon iz revije Toronto Star je napisal, da je Britney Spears »izgledala brezupno zmedena. Nosila je izraz nekoga, ki ga je odneslo med tornadom v hotelu in kazinoju Palms, vse skupaj je bilo popačeno, sploh ni bilo nobenega namena. [...] [Bila je] okorna, celo v počasnem premikanju, kot če bi ji nekdo škornje napolnil s cementom.« David Willis iz BBC-ja je napisal, da »se bo nastop vpisal v zgodovino kot najslabši nastop na podelitvi nagrad MTV Awards.«
Naslednji dan je ameriški bloger Chris Crocker na YouTubeu objavil posnetek z naslovom »Pustite Britney pri miru!« (»Leave Britney alone!«), kjer je napisal, da si ne želi, da bi Britney Spears končala tako kot Anna Nicole Smith, ki je umrla februarja 2007. V prvih štiriindvajsetih urah od objave si je posnetek ogledalo 2 milijona ljudi. Chris Crocker in njegov posnetek sta bila kasneje večkrat omenjena tudi v pogovornih oddajah, kot sta The View in The Tonight Show with Jay Leno. Eden izmed administratorjev YouTubea je dejal, da je zaradi »dveminutnega melodramatičnega posnetka Crocker postal zvezda YouTubea,« hkrati pa ga je imenoval za enega izmed najboljših posnetkov leta 2007. Tudi revija Wired je posnetek označila za enega izmed najboljših posnetkov leta 2007. Posneli so tudi veliko parodij na posnetek »Pustite Britney pri miru!«, hkrati pa so ga tudi večkrat omenili v raznih filmih in na televiziji. Leta 2009 je med svojo turnejo The Circus Starring Britney Spears med drugim aktom Britney Spears izvedla remix LAZRtag pesmi »Gimme More«, ki je vključeval koreograifjo, ki so jo navdihnile borilne veščine. 25. marca 2011 je Britney Spears pesem izvedla na posebnem nastopu v nočnem klubu Rain v Las Vegasu. Na koncertu je večinoma izvajala pesmi z njenega sedmega glasbenega albuma, Femme Fatale, kot so »Hold It Against Me«, »Big Fat Bass« in »Till the World Ends«. Med nastopom s pesmijo »Big Fat Bass« je Britney Spears nosila tesno oprijeto obleko iz lateksa in v nastop so vključili tudi elemente pesmi »3«, »Gimme More« in »I'm a Slave 4 U«. 27. marca 2011 je s pesmijo »Big Fat Bass« nastopila v areni Bill Graham Civic, nastop pa so 29. marca 2011 predvajali v oddaji Good Morning America, istega dne pa je s pesmijo nastopila še v oddaji Jimmy Kimmel Live!.
Britney Spears je leta 2011 pesem »Gimme More« izvedla na turneji Femme Fatale Tour. Po izvedbi pesmi »If U Seek Amy« se je na začetku tretjega dela turneje prikazal posnetek, v katerem nek moški govori o zgodovini žensk femme fatale. Britney Spears se je na oder vrnila oblečena v zlat bikini in s spremljevalnimi plesalci v egiptovskih oblačilih. Matt Kivel iz revije Variety je napisal: »Gneča se na vse odzove zelo hitro: kričijo refren pesmi 'I'm a Slave 4 U,' ploskajo ob ritmu pesmi 'Gimme More' in skoraj pri nastopu s pesmijo '...Baby One More Time' oponašajo v skoraj vsem.«

## Različice drugih izvajalcev
Lastno različico pesmi »Gimme More« je posnelo več glasbenikov in ogromno amaterjev. Pozno leta 2007 je Marié Digby na YouTubeu objavila akustično verzijo pesmi »Gimme More« skupaj z Rihannino pesmijo »Umbrella«. Obe pesmi sta postali virtualni uspešnici, pesem »Gimme More« si je, na primer, v samo dveh tednih ogledalo kar 300.000 ljudi. Kmalu zatem je Marié Digby postala osma najbolj komentirana glasbenica na YouTubeu. O situaciji se je šalila z besedami: »Lahko bi posnela karaoke posnetek za pesem ['Gimme More'], vendar so mi iz dnevne sobe ravno odstranili drog, tako da ne bi bilo enako.« Istega leta je avstralska pop pevka Sia posnela akustično verzijo pesmi. Švedska metal glasbena skupina Machinae Supremacy je lastno verzijo te pesmi posnel za svoj tretji glasbeni album album Overworld, izdan 13. februarja 2008. Matthieu De Ronde iz revije Archaic Magazine je komentiral, da »[je ta pesem] ena izmed najmanj pričakovanih vseh časov, [...] ta pesem je nekako komična, vendar tudi nekako dobra za poslušanje - kdo je rekel, da metal ni zabaven?« Ameriški pevec in tekstopisec Christopher Dallman je svojo verzijo pesmi zaigral med mnogimi koncerti leta 2007. Dve leti kasneje ga je producentka Rachel Alina prepričala, da posname EP z lastnimi verzijami pesmi Britney Spears. EP z naslovom Sad Britney je izšel 9. novembra 2009 in je vključeval tudi pesmi »Radar«, »Toxic« in »...Baby One More Time«. To je tudi prva pesem Christopherja Dallmana, ki se je uvrstila na iTunesovo lestvico najbolje prodajanih pesmi. Izdal je tudi videospot za pesem »Gimme More«, ki so ga zelo kritizirali oboževalci Britney Spears, saj so menili, da se Christopher Dallman norčuje iz nje. Razložil je: »Nekaj ljudi si je videospot narobe razlagalo in so menili, da se norčujem iz nje, kar pa ni res. V mojem srcu je posebno mesto za Britney.«
Pesem »Gimme More« je omenjena tudi v mnogih drugih pesmih, kot je pesem glasbene skupine Girl Talk, »Give Me a Beat« (2008), ter pesmi Charlesa Hamiltona, »Devil In A Light Pink Dress« (2009). V epizodi »Michael Scott Paper Company« televizijske serije Pisarna je lik Michael Scott med vožnjo v svojem kabrioletu poslušal pesem »Just Dance« Lady Gaga. Ko ustavi avtomobil, pogleda v kamero in reče: »To je Britney, prasica!« (»It's Britney, bitch!«), saj je Lady Gaga zamenjal za Britney Spears. Med epizodo televizijske serije Kath in Kim je Brett Craig frazo zavpil, preden je pričel s pretepom v baru. Leta 2008 je med epizodo oddaje The Ellen Show, v kateri Ellen DeGeneres in Britney Spears v soseski prepevata božične pesmi, Ellen Degeneres frazo uporabi ob trkanju na vrata. Fraza »To je Britney, prasica!« (»It's Britney, bitch!«) je bila vključena tudi v posnetek v ozadju ob Madonninem nastopu s pesmijo »Human Nature« na njeni turneji Sticky & Sweet Tour (2008 - 2009). Na posnetku je Britney Spears ujeta v dvigalu in poskuša priti ven. Na koncu nastopa se vrata odprejo in Britney Spears izreče frazo. 6. novembra 2008 se je na koncertu na stadionu Dodger v Los Angelesu Britney Spears pridružila med nastopom s to pesmijo.

## Ostale verzije
| - Digitalna verzija 1. »Gimme More« — 4:11 - Avstralski CD1 s singlom 1. »Gimme More« — 4:11 2. »Gimme More« (inštrumentalna verzija) — 4:11 - Digitalni EP — Remixi 1. »Gimme More« (radijski remix Paula Oakenfolda) — 3:42 2. »Gimme More« (Kaskadeov radijski remix) — 3:21 3. »Gimme More« (skupaj z Amando Blank) (remix Elija Escobarja & Douga Graysona) — 3:49 4. »Gimme More« (radijski remix Paula Van Dyka) — 3:42 5. »Gimme More« (radijski remix Juniorja Vasqueza & Johnnyja Viciousa) — 4:34 - Ameriška digitalna verzija — Remix 1. »Gimme More« (skupaj z Lil' Kim) (remix Kimmeja Morea) — 4:12 - Danski promocijski CD 1. »Gimme More« (glavna verzija) - 4:11 2. »Gimme More« (inštrumentalna verzija) - 4:09 3. »Gimme More« (Capellov remix) - 3:52 | - Evropski CD s singlom 1. »Gimme More« — 4:11 2. »Gimme More« (Kaskadeov radijski remix) — 3:21 - Evropski razširjeni CD s singlom/Avstralski CD2 s singlom 1. »Gimme More« — 4:11 2. »Gimme More« (Kaskadeov klubski remix) — 6:08 3. »Gimme More« (Junkie XL-ov razširjeni remix) — 5:54 4. »Gimme More« (Seijijev remix) — 5:03 5. »Gimme More« (StoneBridgeov klubski remix) — 7:24 - Dodatek k albumu The Singles Collection'' 1. »Gimme More« — 4:11 2. »Gimme More« (remix Paula Oakenfolda) — 6:08 |

## Ostali ustvarjalci
- Vokali – Britney Spears
- Producent – Nate »Danja« Hills
- Vokalni producent – Jim Beanz
- Mešanje in dodatno programiranje – Marcella »Ms. Lago« Araica
- Spremljevalni vokali – Keri Hilson, Jim Beanz, Danja
- Dodatno urejanje – Ron Taylor

## Dosežki in certifikacije

### Dosežki
| Lestvica (2007)                                         | Dosežek |
| ------------------------------------------------------- | ------- |
| Avstralija (ARIA)                                       | 3       |
| Avstrija (Ö3 Austria Top 40)                            | 8       |
| Belgija (Flandrija; Ultratop 50)                        | 5       |
| Belgija (Valonija; Ultratop 40)                         | 4       |
| Kanada (Canadian Hot 100)                               | 1       |
| Češka (IFPI)                                            | 19      |
| Danska (Tracklisten)                                    | 2       |
| Nizozemska (MegaCharts)                                 | 35      |
| Evropa (European Hot 100 Singles)                       | 2       |
| Finska (YLE)                                            | 6       |
| Francija (SNEP)                                         | 5       |
| Nemčija (Media Control Charts)                          | 7       |
| Irska (IRMA)                                            | 2       |
| Italija (FIMI)                                          | 2       |
| Nova Zelandija (RIANZ)                                  | 15      |
| Norveška (VG-lista)                                     | 3       |
| Slovaška (IFPI)                                         | 19      |
| Švedska (Sverigetopplistan)                             | 2       |
| Švica (Media Control Charts)                            | 4       |
| Združeno kraljestvo (UK Singles Chart=                  | 3       |
| Združene države Amerike (Billboard Hot 100)             | 3       |
| Združene države Amerike (Billboard Hot Dance Club Play) | 1       |

|

### Certifikacije
| Država                  | Certifikacije |
| ----------------------- | ------------- |
| Avstralija              | Zlata         |
| Kanada                  | 2× Platinasta |
| Danska                  | Zlata         |
| Združene države Amerike | Platinasta    |

### Ostali pomembnejši dosežki
| Predhodnik: »Stronger« od Kanyea Westa        | Prvo mesto na kanadski glasbeni lestvici 13. oktober 2007 - 26. oktober 2007                               | Naslednik: »Stronger« od Kanyea Westa                                     |
| Predhodnik: »Don't Stop the Music« od Rihanne | Prvo mesto na ameriški glasbeni lestvici (Billboard Hot Dance Airplay) 27. oktober 2007 - 1. december 2007 | Naslednik: »Carry Me Away« od Chris Lake skupaj z Emmo Hewitt             |
| Predhodnik: »Shut Up and Drive« od Rihanne    | Prvo mesto na ameriški glasbeni lestvici (Billboard Hot Dance Club Play) 6. december 2007                  | Naslednik: »Keep Your Body Working« od Tonyja Morana skupaj z Martho Wash |